# Nampula
Nampula es la capital de la provincia de Nampula en Mozambique. Está localizada en el interior de la provincia, y es llamada la capital del norte. Nampula fue elevada a ciudad el 22 de agosto de 1956. Los nampuleses se denominan amukua, su dialecto es el emakua.
Se halla en un nudo ferroviario que la comunica con el puerto de Lumbo, en el canal de Mozambique y situada frente a la isla y ciudad de Mozambique. Nampula es un centro comercial ubicado en una región productora de algodón, hortalizas, maíz, cacahuetes y madera. 
Tiene una superficie de 3650 km² y según el censo de 1997 una población de 127.681  habitantes, lo cual arroja una densidad de 35 habitantes/km².

## Demografía
La población de Nampula ha crecido a un ritmo muy rápido en las últimas décadas. Según el censo elaborado en 1997, la ciudad tenía una población de 127 681 habitantes, mientras que el censo de 2007 arroja una población de 471 717 habitantes.

## Nampulenses Notables
- Abel Xavier exfutbolista y actual entrenador de la selección de fútbol de Mozambique.
- Carlos Queiroz exfutbolista y entrenador de fútbol